# Dicnemoloma clavinerve
Dicnemoloma clavinerve là một loài rêu trong họ Dicranaceae. Loài này được Müll. Hal. Renauld mô tả khoa học đầu tiên năm 1909.